# Piotr Agiejew
Piotr Grigorjewicz Agiejew (ros. Пётр Григорьевич Агеев, ur. 22 listopada?/5 grudnia 1913 we wsi Cziruchino obecnie w obwodzie kurgańskim, zm. 22 sierpnia 1947) – radziecki lotnik wojskowy, kapitan, Bohater Związku Radzieckiego (1943).

## Życiorys
Urodził się w rodzinie chłopskiej. Skończył 7 klas szkoły w Szumisze, w 1931 został skierowany przez Komsomoł do szkoły pilotów i techników lotniczych lotnictwa cywilnego w Bałaszowie, którą ukończył w 1933 i został jej instruktorem. Później kierował oddziałem lotniczym, w 1937 został skierowany do Tuły, a w 1940 do Centralnego Aeroklubu im. Czkałowa w Moskwie. Na własną prośbę został wysłany na szkolenie w wojskowej szkole pilotów myśliwskich, od 1940 służył w Armii Czerwonej, po ukończeniu wojskowej szkoły lotniczej został instruktorem, później dowódcą klucza w wojskowej szkole lotniczej w Krasnodarze. 
W 1942 na własną prośbę został skierowany do wojsk obrony przeciwlotniczej jako dowódca klucza w 182 pułku lotnictwa myśliwskiego 105 Dywizji Lotnictwa Myśliwskiego Obrony Przeciwlotniczej Kraju. Walczył w obwodzie rostowskim, m.in. nad Rostowem nad Donem. 14 lipca 1942 podczas walki z niemieckim Me-109 po wyczerpaniu amunicji wykonał powietrzny taran, po czym zdołał wylądować. 7 września 1942 został ciężko ranny w walce z niemieckim myśliwcem. Do początku 1943 wykonał 160 lotów bojowych, w walkach powietrznych strącił osobiście 6 i w grupie jeden samolot wroga. 14 lutego 1943 otrzymał za to tytuł Bohatera Związku Radzieckiego i Order Lenina. W powietrznej walce nad miastem Ordżonikidze (obecnie Władykaukaz) został ciężko ranny w rękę, mimo to zdołał zestrzelić samolot wroga i wyskoczyć na spadochronie. Stracił prawą rękę, długo leczył się w szpitalu, mimo to nadal służył w lotnictwie, będąc starszym pomocnikiem szefa działu przysposobienia bojowego 1 Powietrznej Armii Myśliwskiej Obrony Przeciwlotniczej Kraju. 
Po wojnie pracował w Centralnym Aeroklubie w Moskwie. Podczas jazdy pociągiem z Bałaszowa do Moskwy został zamordowany przez bandytów. Został pochowany w Penzie. Jego imieniem nazwano ulicę w Bałaszowie.